# Коростелевка (приток Вильвы)
Коростелевка — река в Горнозаводском муниципальном округе Пермского края, приток Вильвы, притока Усьвы. Впадает в Вильву справа, в 123 км от её устья. Длина составляет 20 км. Истоки в лесах в 9,5 км южнее горы Хариусный Камень, у подножия которого начинается река Большая Хариусная, текущая в противоположном направлении. Основное направление течения Коростелёвки — на северо-запад и запад, затем на юг. Впадает в Вильву в 6,5 км северо-западнее посёлка Нововильвенский.

## Данные водного реестра
По данным государственного водного реестра России, река относится к Камскому бассейновому округу, бассейн реки Кама, подбассейн — Кама до Куйбышевского водохранилища (без бассейнов рек Белой и Вятки), водохозяйственный участок реки — Чусовая от в/п пгт. Кын до устья. Код объекта в государственном водном реестре — 10010100712111100011672.